# Missキャンパス 夜をまるかじり
- ミスキャンパス 夜をまるかじり

Missキャンパス 夜をまるかじり（ミスキャンパス よるをまるかじり）は、1983年10月10日から1984年10月5日まで、HBCラジオで生放送されていたラジオ番組。

## 概要
月曜日から金曜日の24:00 - 24:40の枠で放送されていた帯番組。1981年10月に文化放送で放送が開始されて大きな人気を獲得していき、女子大生ブームの走りになった『ミスDJリクエストパレード』の影響を受ける形で制作され、放送が開始。「音楽を柱に若者とのコミュニケーション作り」が本番組の目的とされた。DJの選考オーディションにあたり、その応募は札幌市内やその近郊から239名が集まり、初代の5名が選ばれた。
コーナーはまず『リクエストメドレー』から始まり、各パーソナリティが寄せられたはがきの中から独断と偏見によって選ばれる『気まぐれ大賞』、各曜日ごとに決められたテーマに沿ったベスト5を選ぶ『ミスキャンベスト5』、パーソナリティが街へ出掛けて直撃インタビューするコーナー、その他に日替わりコーナーなどがあった。
オープニングテーマ曲は、オランダのフュージョングループ・フルーツケーキの1stアルバムの4曲目収録曲『WE'RE HERE TO PLEASE YOU』。

## パーソナリティ
- 月曜日：斉藤千穂（藤女子大学）
  - 愛称「ちほまる」。イギリスの楽曲中心の『ニューディスクインフォメーション』コーナーなどを行っていた[3]。
- 火曜日：岩堀伊久美（札幌学院大学）
  - 放送していたコーナーは、リスナーのドジ話を紹介した『集まれハジカキスト』など[3]。
- 水曜日（初代、1984年3月まで）：上楽真美恵（北星学園大学短期大学部）
  - 本番組卒業後も引き続きHBCラジオのパーソナリティとして、「上楽音楽倶楽部」（1987年3月まで）などに出演していた。
- 水曜日（2代目、1984年4月から）：小安聡子（藤女子大学）
  - 愛称「あんこ」。大学ではバンドでボーカルをやっていた。ニューミュージック好きで、番組を通してコンサートの取材活動もやっていた[3]。本番組終了後の1984年10月からは、同じHBCラジオの夜ワイド番組『夜はこれから』にレギュラー出演（1985年3月まで、月・火・水担当）[4]。
- 木曜日（初代、1984年3月まで）：斉藤真紀子（北海道武蔵女子短期大学）
- 木曜日（2代目、1984年4月から）：北村有希恵（北海道武蔵女子短期大学）
  - 当時、将来漫画家になりたいと話していた。『なつかしのテレビ主題歌』コーナーがあった[3]。
- 金曜日：跡部真由美（北海道大学）
  - 主なコーナーに『マイ・ラブリー・フュージョン』など[3]。本番組終了後の1984年10月からは、同じHBCラジオの夜ワイド番組『夜はこれから』にレギュラー出演（1985年3月まで、木・金担当）[4]。